# 新濱立也
新濱 立也（しんはま たつや、1996年7月11日 - ）は、日本のスピードスケート選手。高崎健康福祉大学所属。趣味はサイクリング。マネジメント会社は株式会社C.DREAMS。

## 経歴
北海道野付郡別海町出身。3歳でスケートを始め、別海スケート少年団白鳥に所属する。別海町立野付小学校、別海町立野付中学校と進む。中学校時代には3年次に第32回全国中学生スケート大会に出場し、6位入賞を果たしている。
2012年4月に北海道釧路商業高等学校に進学。高校3年次の第64回全国高等学校スピードスケート選手権大会では500m／1,000mで優勝し、二冠王となる。同じく高校3年次のJOCジュニアオリンピックカップ 第38回全日本ジュニアスピードスケート選手権大会では男子1,000mで優勝した。
2015年に高崎健康福祉大学に進学。2018年平昌オリンピックの選考会では自己ベストを出すが4位となり選から漏れた。しかし日本学生氷上競技選手権大会では大学2年次から3連覇を達成するなど、着実に実力を伸ばす。
2018-19シーズンからISUワールドカップシリーズに参戦し、2018年11月23日の開幕第二戦（苫小牧市ハイランドスポーツセンター）で35秒45をマークして二戦目にしてワールドカップ初優勝を飾った。世界スプリント選手権では初出場で銀メダルを獲得。2019年3月9日、ワールドカップ最終戦（アメリカ合衆国・ソルトレイクシティ）初日の男子500mで33秒83をマーク、その時点での世界新記録（新濱がレースを終えた直後にパヴェル・クリズニコフ【ロシア】が33秒61を出し、新濱の記録を更新）となる日本新記録（従来は加藤条治が持っていた34秒21）を樹立した。翌日の最終日では男子500mで33秒79を出して日本記録を更新し、ワールドカップ通算3勝目を挙げてシーズンを締め括った。
2022年に行われた2022年北京オリンピックでは、2月12日に行われた500mでスタート直後にバランスを崩し、20位という結果になった。また、2月18日に行われた1000mでは1分10秒00で21位となった。
2022年・2023年に行われた全日本選手権大会にて2年連続で500m １位・1000m １位、大会MVPも獲得している。
2023-24年 ISU ワールドカップスピードスケート競技会大会 男子1000ｍ総合 3位となり、世界でも存在感を示した。
2024年5月18日に結婚を発表。相手は、カーリング選手の吉田夕梨花。
2025年4月16日、沖縄・石垣島での個人合宿で、自転車でのロードトレーニング中に交通事故に巻き込まれ、顔と膝を負傷。顔面骨折などの大けが。

## 記録
| 種目  | 記録      | 日時          | 場所               | 備考     |
| ----- | --------- | ------------- | ------------------ | -------- |
| 500m  | 33秒79    | 2019年3月10日 | ソルトレイクシティ | 日本記録 |
| 1000m | 1分8秒28  | 2020年2月28日 | ハーマル           |          |
| 1500m | 1分52秒14 | 2014年9月23日 | カルガリー         |          |